# Kerrichia
Kerrichia är ett släkte av steklar. Kerrichia ingår i familjen brokparasitsteklar.
Kladogram enligt Catalogue of Life:
| Kerrichia | \| \| Kerrichia nepalensis \| \| \| \| \| \| Kerrichia nipponica \| \| \| \| |
|           | \| \| Kerrichia nepalensis \| \| \| \| \| \| Kerrichia nipponica \| \| \| \| |
|           | Kerrichia nepalensis                                                         |
|           |                                                                              |
|           | Kerrichia nipponica                                                          |
|           |                                                                              |